# 6 mai 2012
Le dimanche 6 mai est le 127e jour de l'année 2012.

## Décès
- James Isaac, Technicien des effets spéciaux et réalisateur américain[1].
- Kóstas Karrás, Acteur et homme politique grec[2].
- Jean Laplanche, Psychanalyste français[3].
- George Lindsey, Acteur américain.

## Événements
- Second tour de l'élection présidentielle en France (victoire de François Hollande) ;
- Élections législatives et premier tour de l’élection présidentielle en Serbie;
- Élections législatives en Grèce : le parti conservateur Nouvelle Démocratie perd beaucoup de voix mais arrive en tête, suivi par la Coalition de la gauche radicale, qui réalise une percée. Les socialistes s'effondrent et les néo-nazis d’Aube dorée entrent pour la première fois au Parlement ;
- En Arménie, le parti républicain au pouvoir arrive en tête des élections législatives, selon les résultats préliminaires.